# Lehmühle
Lehmühle war ein Ortsteil der Gemeinde Holzheim (Landkreis Donau-Ries) im schwäbischen Landkreis Donau-Ries.
Die Einöde wird seit etwa 1950 dem Gemeindeteil Holzheim zugerechnet.
Die Lehmühle hat zwei Wohngebäude und liegt an der Kleinen Paar, weniger als einen Kilometer südlich des Ortskern von Holzheim. Bereits in der Karte der Uraufnahme (1808–1864) ist sie dargestellt. In der Dokumentation zur Volkszählung 1861 wird sie als Lehemühle, Einöde der Gemeinde Holzheim mit acht Einwohnern genannt.
Letztmals in dem Amtlichen Ortsverzeichnis von 1928 wird der Ort separat geführt. Ab der Ausgabe von 1952 werden die Daten nicht mehr getrennt ausgewiesen. Der Ort ist kein amtlicher Gemeindeteil von Holzheim.
Einwohnerentwicklung
- 1861: 8 Einwohner[1]
- 1871: 2 Einwohner[2]
- 1875: 5 Einwohner[3]
- 1885: 8 Einwohner[4]
- 1900: 5 Einwohner[5]
- 1925: 6 Einwohner[6]